# Haplogryllacris verticalis
Haplogryllacris verticalis är en insektsart som först beskrevs av Hermann Burmeister 1838.  Haplogryllacris verticalis ingår i släktet Haplogryllacris och familjen Gryllacrididae. Inga underarter finns listade i Catalogue of Life.